# La vida en el aire
La vida en el aire fue una serie de televisión de 13 episodios, producida por Lotus Films y emitida por La 2 de TVE en 1998.

## Argumento
La trama narra la vida cotidiana de Sonia (Eva Serrano), una adolescente que cursa el Curso de Orientación Universitaria (COU) y reside en un barrio de clase media de Madrid junto a sus padres y hermanos.
La estabilidad personal de Sonia se ve alterada cuando descubre que su novio le es infiel con otra chica. Paralelamente, su madre Carmen (Fiorella Faltoyano) afronta una situación laboral cada vez más complicada que la lleva a plantearse la posibilidad de reincorporarse al mercado laboral como secretaria aunque no le será sencillo.